# Fàbrica de rajoles Cantó i Reig
La fàbrica de rajoles Cantó i Reig era un edifici situat als carrers de Sant Vicenç i Sant Erasme al barri del Raval de Barcelona, actualment desaparegut.

## Història
El 1847, Erasme de Janer i de Gònima va establir en emfiteusi al paleta Jacint Torner i Batllori una part de l'hort de Ca l'Erasme. El 1858, Torner va establir-ne una parcel·la als fabricants de rajoles Jaume Cantó i Gual (1822-1872) i Francesc Reig i Cantó (1823-1877), que tot seguit van demanar permís per a construir-hi una fàbrica de planta baixa i un pis segons el projecte del mestre d'obres Josep Calçada. Tot i l'informe favorable de l'arquitecte municipal Francesc Daniel Molina, que va establir la condició que la xemeneia tingués l'alçada de 146 pams, la fàbrica va topar amb diversos entrebancs administratius que en van retardar la posada en marxa. El 1860, Torner els va establir una segona parcel·la més petita al costat de l'anterior.
El 1864, la fàbrica, que funcionava sota la raó social Cantó i Reig, s'anunciava així al Diario de Barcelona: «Gran fábrica de azulejos de Cantó y Reig. Barcelona, calle de S. Vicente, n. 25, junto á la Riera Alta, travesia del Cármen. Este establecimiento se halla montado con vapor con todos los adelantos conocidos, pudiendo figurar ente los primeros en su clase y como el primero en esta capital. Produce importantes cantidades de azulejos de todas dimensiones, formas, dibujos y colores: sifones, meaderos, aseadores, y cualesquiera piezas que se soliciten, con perfeccion prontitud y economía. Se sirven pedidos á todos puntos.»
El 22 d'abril del 1872, Jaume Cantó va morir en circumstàncies que apunten cap al suïcidi, tot i que a la partida de defunció diu «asfixia por inmersión», i els seus hereus vengueren la meitat de la propieta a Francesc Reig. Aquest va morir el febrer del 1877 d'una embòlia cerebral, i tot seguit, el seu fill Josep Reig i Planas va demanar permís per a remuntar-hi tres pisos al carrer de Sant Erasme. Finalment, el 1880 va vendre la propietat al comerciant Adjutori Blancafort i Serra.

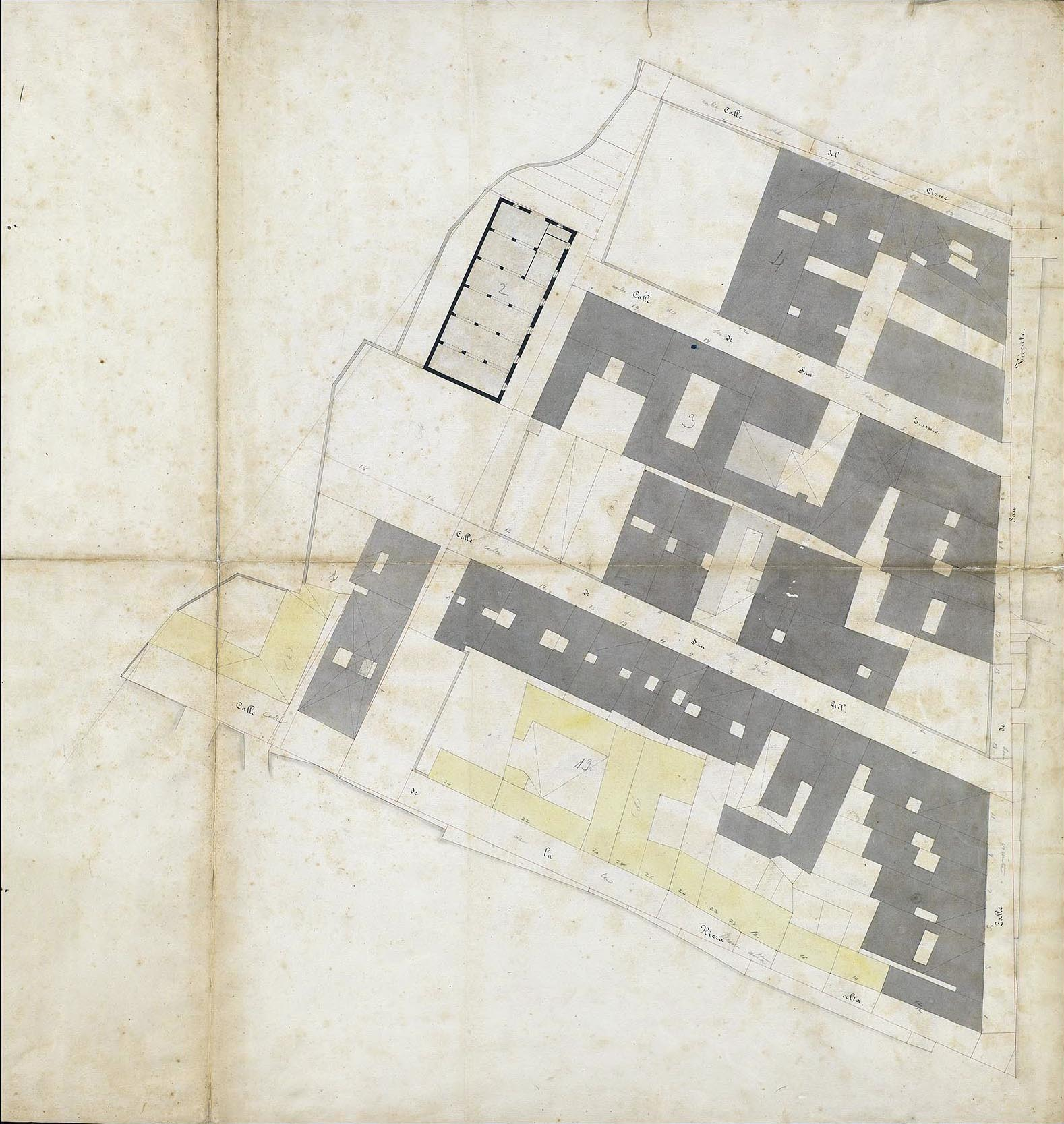
Quarteró núm. 74 de Garriga i Roca (c. 1860)